# Pratt & Whitney Stadium at Rentschler Field
O Pratt & Whitney Stadium at Rentschler Field é um estádio localizado em East Hartford, Connecticut, Estados Unidos, possui capacidade total para 40.000 pessoas, é a casa do time de futebol americano universitário UConn Huskies football da Universidade do Connecticut. O estádio foi inaugurado em 2003.